# Gaodianzi Manzuxiang
Gaodianzi Manzuxiang (kinesiska: 高甸子满族乡) är en socken i Kina. Den ligger i provinsen Liaoning, i den nordöstra delen av landet, omkring 320 kilometer sydväst om provinshuvudstaden Shenyang. Antalet invånare är 17905. Befolkningen består av 8 533 kvinnor och 9 372 män. Barn under 15 år utgör 15,0 %, vuxna 15-64 år 74 %, och äldre över 65 år 9,0 %.
Genomsnittlig årsnederbörd är 736 millimeter. Den regnigaste månaden är juli, med i genomsnitt 195 mm nederbörd, och den torraste är januari, med 4 mm nederbörd.